# Hadid (Iran)
Hadid est un village du Khouzistan, en Iran. Au recensement de 2006, sa population était de 159 habitants, dans 33 familles.